# مونتي موير
مونتي موير (بالإنجليزية: Monte Moir)‏ هو منتج أسطوانات وكاتب أغاني أمريكي، ولد في 10 سبتمبر 1958 في مقاطعة هينيبين في الولايات المتحدة.

## وصلات خارجية
- الموقع الرسمي
- مونتي موير على موقع IMDb (الإنجليزية)
- مونتي موير على موقع ميوزك برينز (الإنجليزية)
- مونتي موير على موقع ديسكوغز (الإنجليزية)